# Campeonato Mundial de Tenis de Mesa
El Campeonato Mundial de Tenis de Mesa es un evento que actualmente se disputa cada dos años en donde participan 128 competidores en cada categoría: individuales masculino y femenino,  dobles masculino, femenino y mixto. El formato de competición es de eliminación directa.

## Historia
Los campeonatos del mundo de tenis de mesa comenzaron en 1926 con un dominio absoluto del equipo húngaro. La siguiente edición se celebró en 1928, también con un claro dominio húngaro, para posteriormente celebrarse cada año hasta 1957. A partir de esta fecha hasta nuestros días se celebra el torneo cada dos años no coincidiendo nunca con los Juegos Olímpicos.
En categoría masculina, el húngaro Viktor Barna ha sido quien ha ganado más veces el título, conquistándolo en cinco ocasiones, cuatro de ellas consecutivas, además de ser el hombre con más títulos en total gracias a las ocho medallas en los dobles masculinos y dos en los dobles mixtos.
En categoría femenina la más laureada ha sido la rumana Angelica Rozeanu ganadora en seis ocasiones del título (todas consecutivamente) además de conseguir tres medallas en dobles femeninos y otras tres en dobles mixtos. Detrás en medallas individuales está la húngara Mária Mednyánszky con cinco títulos, también consecutivos aunque es quien más medallas totales de oro acumula con otras siete en dobles femeninos y seis en el dobles mixto.

## Trofeos
Hay 5 diferentes trofeos otorgados a los ganadores de los diferentes eventos. Los trofeos son custodiados por las Asociaciones que hayan resultado ganadoras, y devueltos en la siguiente edición de los campeonatos.
- Competiciones individuales:

- St. Bride Vase para los individuales masculinos, donada en 1929 por C.Corti Woodcock, miembro del distinguido club de Tenis de mesa St. Bride en Londres, después de que Fred Perry de Inglaterra ganara el título en Budapest.

- Geist Prize para los individuales femeninos, donado en 1931 por el Dr. Gaspar Geist, Presidente de la Asociación Húngara de Tenis de mesa.

- Competiciones de dobles:

- Iran Cup para los dobles masculinos; concedida por vez primera en los Campeonatos del mundo de 1947 por el Shah de Irán
- W.J. Pope Trophy para los dobles femeninos; donada en 1948 por el Secretario General Honorario de la ITTF, W.J. Pope.
- Heydusek Cup para los dobles mixtos; donada en 1948 por Zdenek Heydusek, Secretario de la Asociación Checoslovaca.

## Palmarés de campeones
Para un detalle del medallero completo: 
| Edición | Año  | Sede       | Individuales         | Individuales       | Dobles                            | Dobles                                             | Dobles                              |
| ------- | ---- | ---------- | -------------------- | ------------------ | --------------------------------- | -------------------------------------------------- | ----------------------------------- |
| Edición | Año  | Sede       | Hombres              | Mujeres            | Hombres                           | Mujeres                                            | Mixtos                              |
| I       | 1926 | Londres    | Roland Jacobi        | Mária Mednyánszky  | Roland Jacobi Daniel Pecsi        | —                                                  | Mária Mednyánszky Zoltán Mechlovits |
| II      | 1928 | Estocolmo  | Zoltán Mechlovits    | Mária Mednyánszky  | Alfred Liebster Robert Thum       | Mária Mednyánszky Fanchette Flamm                  | Zoltán Mechlovits Mária Mednyánszky |
| III     | 1929 | Budapest   | Fred Perry           | Mária Mednyánszky  | Viktor Barna Miklós Szabados      | Erika Metzger Mona Muller-Ruster                   | Istvan Kelen Anna Sipos             |
| IV      | 1930 | Berlín     | Viktor Barna         | Mária Mednyánszky  | Viktor Barna Miklós Szabados      | Mária Mednyánszky Anna Sipos                       | Miklós Szabados Mária Mednyánszky   |
| V       | 1931 | Budapest   | Miklós Szabados      | Mária Mednyánszky  | Viktor Barna Miklós Szabados      | Mária Mednyánszky Anna Sipos                       | Miklós Szabados Mária Mednyánszky   |
| VI      | 1932 | Praga      | Viktor Barna         | Anna Sipos         | Viktor Barna Miklós Szabados      | Mária Mednyánszky Anna Sipos                       | Viktor Barna Anna Sipos             |
| VII     | 1933 | Baden      | Viktor Barna         | Anna Sipos         | Viktor Barna Sandor Glancz        | Mária Mednyánszky Anna Sipos                       | Istvan Kelen Mária Mednyánszky      |
| VIII    | 1934 | París      | Viktor Barna         | Marie Kettnerova   | Viktor Barna Miklós Szabados      | Mária Mednyánszky Anna Sipos                       | Miklós Szabados Mária Mednyánszky   |
| IX      | 1935 | Londres    | Viktor Barna         | Marie Kettnerova   | Viktor Barna Miklós Szabados      | Mária Mednyánszky Anna Sipos                       | Viktor Barna Anna Sipos             |
| X       | 1936 | Praga      | Stanislav Kolar      | Ruth Aarons        | Robert Blattner James McClure     | Marie Kettnerova Marie Smida-Masakova              | Miloslav Hamr Gertrude Kleinova     |
| XI      | 1937 | Baden      | Richard Bergmann     | Ruth Aarons        | Robert Blattner James McClure     | Vlasta Pokorna-Depetrisova Vera Votrubcova         | Bohumil Vana Vera Votrubcova        |
| XII     | 1938 | Londres    | Bohumil Vana         | Gertrude Pritzi    | Sol Shiff James McClure           | Vlasta Pokorna-Depetrisova Vera Votrubcova         | Laszlo Bellak Wendy Woodhead        |
| XIII    | 1939 | El Cairo   | Richard Bergmann     | Vlasta Depetrisova | Viktor Barna Richard Bergmann     | Gertrude Pritzi Hilde Bussmann                     | Bohumil Vana Vera Votrubcova        |
| XIV     | 1947 | París      | Bohumil Vana         | Gizella Farkas     | Bohumil Vana Adolf Slar           | Gizella Farkas Gertrude Pritzi                     | Ferenc Soos Gizella Farkas          |
| XV      | 1948 | Londres    | Richard Bergmann     | Gizella Farkas     | Bohumil Vana Ladislav Stipek      | Margaret Franks Vera Thomas-Dace                   | Richard Miles Thelma Thall          |
| XVI     | 1949 | Estocolmo  | Johnny Leach         | Gizella Farkas     | Ivan Andreandis Frantisek Tokar   | Gizella Farkas Helen Elliot                        | Ferenc Sidó Gizella Farkas          |
| XVII    | 1950 | Budapest   | Richard Bergmann     | Angelica Rozeanu   | Ferenc Sidó Ferenc Soos           | Helen Elliot Dora Beregi                           | Ferenc Sidó Gizella Farkas          |
| XVIII   | 1951 | Viena      | Johnny Leach         | Angelica Rozeanu   | Bohumil Vana Ivan Andreandis      | Rosalin Rowe Diane Scholer-Rowe                    | Bohumil Vana Angelica Rozeanu       |
| XIX     | 1952 | Bombay     | Hiroji Satoh         | Angelica Rozeanu   | Norikazu Fujii Tadaki Hayashi     | Shizuki Narahara Tomie Nishimura                   | Ferenc Sidó Angelica Rozeanu        |
| XX      | 1953 | Bucarest   | Ferenc Sidó          | Angelica Rozeanu   | Ferenc Sidó Jozsef Koczian        | Gizella Farkas Angelica Rozeanu                    | Ferenc Sidó Angelica Rozeanu        |
| XXI     | 1954 | Londres    | Ichiro Ogimura       | Angelica Rozeanu   | Zarko Dolinar Vilim Haragonzo     | Rosalin Rowe Diane Scholer-Rowe                    | Ivan Andreadis Gizella Farkas       |
| XXII    | 1955 | Utrecht    | Toshio Tanaka        | Angelica Rozeanu   | Ivan Andreandis Ladislav Stipek   | Ella Constantinescu-Zeller Angelica Rozeanu        | Kalman Szepesi Eva Foldi-Koczian    |
| XXIII   | 1956 | Tokio      | Ichiro Ogimura       | Tomie Okawa        | Ichiro Ogimura Yoshio Tomita      | Ella Constantinescu-Zeller Angelica Rozeanu        | Erwin Klein Leah Neuberger-Thall    |
| XIV     | 1957 | Estocolmo  | Toshio Tanaka        | Fujie Eguchi       | Ivan Andreandis Ladislav Stipek   | Livia Mossoczy Agnes Simon-Almasi                  | Ichiro Ogimura Fujie Eguchi         |
| XXV     | 1959 | Dortmund   | Rong Guotuan         | Kimiyo Matsuzaki   | Ichiro Ogimura Teruo Murakami     | Kazuko Ito-Yamaizumi Taeko Namba                   | Ichiro Ogimura Fujie Eguchi         |
| XXVI    | 1961 | Pekín      | Zhuang Zedong        | Qiu Zhonghui       | Nobuya Hoshino Koji Kimura        | Maria Alexandru-Golopenta Georgita Pitica-Strugaru | Ichiro Ogimura                      |
| XXVII   | 1963 | Praga      | Zhuang Zedong        | Kimiyo Matsuzaki   | Zhang Xielin Wang Zhiliang        | Kimiyo Matsuzaki Masako Seki                       | Koji Kimura Kazuko Ito-Yamaizumi    |
| XXVIII  | 1965 | Liubliana  | Zhuang Zedong        | Naoko Fukazu       | Zhuang Zedong Xu Yinsheng         | Zheng Minzhi Lin Huiqing                           | Koji Kimura Masako Seki             |
| XXIX    | 1967 | Estocolmo  | Nobuhiku Hasegawa    | Sachiko Morisawa   | Hans Alser Kjell Johansson        | Saeko Hirota Sachiko Morisawa                      | Nobuhiku Hasegawa Noriko Yamanaka   |
| XXX     | 1969 | Múnich     | Shigeo Itoh          | Toshiko Kowada     | Hans Alser Kjell Johansson        | Svetlana Fedorova-Grinberg Zoja Rudnova            | Nobuhiku Hasegawa Yasuko Konno      |
| XXXI    | 1971 | Nagoya     | Stellan Bengtsson    | Lin Huiqing        | István Jónyer Tibor Klampar       | Zheng Minzhi Lin Huiqing                           | Zhang Xielin Lin Huiqing            |
| XXXII   | 1973 | Sarajevo   | Xi Enting            | Hu Yulan           | Stellan Bengtsson Kjell Johansson | Maria Alexandru-Golopenta Miho Hamada              | Liang Geliang Li Li                 |
| XXXIII  | 1975 | Calcuta    | István Jónyer        | Pak Yung Sun       | István Jónyer Gabor Gergely       | Maria Alexandru-Golopenta Shoko Takahashi          | Stanislav Gomozkov Tatiana Ferdman  |
| XXXIV   | 1977 | Birmingham | Mitsuru Kohno        | Pak Yung Sun       | Li Zhenshi Liang Geliang          | Yong Ok Pak Ying Yang                              | Claude Bergeret Jacques Secretin    |
| XXXV    | 1979 | Pionyang   | Seiji Ono            | Ge Xinai           | Dragutin Šurbek Antun Stipančić   | Zhang Deying Zhang Li                              | Liang Geliang Ge Xinai              |
| XXXVI   | 1981 | Novi Sad   | Guo Yuehua           | Tong Ling          | Cai Zhenhua Li Zhenshi            | Cao Yanhua Zhang Deying                            | Xie Saike Huang Junqun              |
| XXXVII  | 1983 | Tokio      | Guo Yuehua           | Cao Yanhua         | Zoran Kalinic Dragutin Šurbek     | Dai Lili Shen Jianping                             | Guo Yuehua Ni Xialian               |
| XXXVIII | 1985 | Gotemburgo | Jiang Jialiang       | Cao Yanhua         | Mikael Appelgren Ulf Carlsson     | Dai Lili Geng Lijuan                               | Cai Zhenhua Cao Yanhua              |
| XXXIX   | 1987 | Nueva Deli | Jiang Jialiang       | He Zhili           | Chen Longcan Wei Qingguang        | Hyun Jung Hwa Yang Yong Ja                         | Hui Jun Geng Lijuan                 |
| XL      | 1989 | Dortmund   | Jan-Ove Waldner      | Qiao Hong          | Jörg Roßkopf Steffen Fetzner      | Deng Yaping Qiao Hong                              | Yoo Nam-Kyu Hyun Jung Hwa           |
| XLI     | 1991 | Chiba      | Jörgen Persson       | Deng Yaping        | Peter Karlsson Thomas von Scheele | Chen Zihe Gao Jun                                  | Wang Tao Liu Wei                    |
| XLII    | 1993 | Gotemburgo | Jean-Philippe Gatien | Hyun Jung Hwa      | Wang Tao Lu Lin                   | Liu Wei Qiao Yunping                               | Wang Tao Liu Wei                    |
| XLIII   | 1995 | Tianjin    | Kong Linghui         | Deng Yaping        | Wang Tao Lu Lin                   | Deng Yaping Qiao Hong                              | Wang Tao Liu Wei                    |
| XLIV    | 1997 | Mánchester | Jan-Ove Waldner      | Deng Yaping        | Kong Linghui Liu Guoliang         | Deng Yaping Yang Ying                              | Liu Guoliang Wu Na                  |
| XLV     | 1999 | Eindhoven  | Liu Guoliang         | Wang Nan           | Kong Linghui Liu Guoliang         | Wang Nan Li Ju                                     | Ma Lin Zhang Yingying               |
| XLVI    | 2001 | Osaka      | Wang Liqin           | Wang Nan           | Wang Liqin Yan Sen                | Wang Nan Li Ju                                     | Qin Zhijian Yang Ying               |
| XLVII   | 2003 | París      | Werner Schlager      | Wang Nan           | Wang Liqin Yan Sen                | Wang Nan Zhang Yining                              | Ma Lin Wang Nan                     |
| XLVIII  | 2005 | Shanghái   | Wang Liqin           | Zhang Yining       | Kong Linghui Wang Hao             | Wang Nan Zhang Yining                              | Wang Liqin Guo Yue                  |
| XLIX    | 2007 | Zagreb     | Wang Liqin           | Guo Yue            | Ma Lin Chen Qi                    | Wang Nan Zhang Yining                              | Wang Liqin Guo Yue                  |
| L       | 2009 | Yokohama   | Wang Hao             | Zhang Yining       | Wang Hao Chen Qi                  | Guo Yue LI Xiaoxia                                 | Li Ping Cao Zhen                    |
| LI      | 2011 | Róterdam   | Zhang Jike           | Ding Ning          | Ma Long Xu Xin                    | Guo Yue LI Xiaoxia                                 | Zhang Chao Cao Zhen                 |
| LII     | 2013 | París      | Zhang Jike           | Li Xiaoxia         | Chuang Chih-Yuan Chen Chien-An    | Guo Yue LI Xiaoxia                                 | Kim Hyok-Bong Kim Jong              |
| LIII    | 2015 | Suzhou     | Ma Long              | Ding Ning          | Xu Xin Zhang Jike                 | Liu Shiwen Zhu Yuling                              | Xu Xin Yang Haeun                   |
| LIV     | 2017 | Dusseldorf | Ma Long              | Ding Ning          | Xu Xin Fan Zhendong               | Liu Shiwen Ding Ning                               | Maharu Yoshimura Kasumi Ishikawa    |
| LV      | 2019 | Budapest   | Ma Long              | Liu Shiwen         | Ma Long Wang Chuqin               | Sun Yingsha Wang Manyu                             | Xu Xin Liu Shiwen                   |
| LVI     | 2021 | Houston    | Fan Zhendong         | Wang Manyu         | Mattias Falck Kristian Karlsson   | Sun Yingsha Wang Manyu                             | Wang Chuqin Sun Yingsha             |
| LVII    | 2023 | Durban     | Fan Zhendong         | Sun Yingsha        | Fan Zhendong Wang Chuqin          | Chen Meng Wang Yidi                                | Wang Chuqin Sun Yingsha             |
| LVIII   | 2025 | Doha       | Wang Chuqin          | Sun Yingsha        | Shunsuke Togami Hiroto Shinozuka  | Kuai Man Wang Manyu                                | Wang Chuqin Sun Yingsha             |

## Medallero
Aquí se muestra el medallero de los campeonatos del mundo de aquellos tenistas que han conseguido 10 o más medallas de oro.
| Nombre            | País                                       | Oro Individual | Oro dobles | Oro dobles mixtos | Total |
| ----------------- | ------------------------------------------ | -------------- | ---------- | ----------------- | ----- |
| Mária Mednyánszky | Bandera de Hungría                         | 5              | 7          | 6                 | 18    |
| Viktor Barna      | Bandera de Hungría · Bandera de Inglaterra | 5              | 8          | 2                 | 15    |
| Angelica Rozeanu  | Bandera de Rumania                         | 6              | 3          | 3                 | 12    |
| Anna Sipos        | Bandera de Hungría                         | 2              | 6          | 3                 | 11    |
| Gizella Farkas    | Bandera de Hungría                         | 3              | 3          | 4                 | 10    |
| Miklós Szabados   | Bandera de Hungría                         | 1              | 6          | 3                 | 10    |